# ریکاردو پاوونی
ریکاردو پاوونی (انگلیسی: Ricardo Pavoni؛ زاده ۸ ژوئیهٔ ۱۹۴۳) بازیکن فوتبال پیشین اروگوئه‌ای است که در پست مدافع بازی می‌کرد. وی بیشتر دوران بازی خود را در اتلتیکو ایندپندینته در لیگ برتر فوتبال آرژانتین سپری کرد.